# Garab Dorje
Garab Dorje (tibetisch དགའ་རབ་རྡོ་རྗེ་ dga’ rab rdo rje, Sanskrit: Prahevajra oder Surativajra genannt) war der erste menschliche Meister, der Dzogchen (Atiyoga, Mahasandhi), die Lehren über die Große Vollkommenheit, wie sie in der Nyingma-Schule des tibetischen Buddhismus übertragen werden, lehrte.

## Übertragung des Dzogchen durch Vajrasattva
Exakte historische Daten zum Leben Garab Dorjes liegen nicht vor, er wurde nach der Überlieferung auf übernatürliche Weise geboren. Seine Mutter, eine Nonne im Land Oddiyana, soll ihn nach einer mystischen Vision empfangen haben. Er wuchs schnell heran und soll schon als Kind sehr gelehrt gewesen sein, so dass ihn der König von Oddiyana adoptierte. Das nach buddhistischen Texten nachweisbare Reich Oddiyana wird in der Gegend des heutigen Pakistan oder Afghanistan vermutet. Garab Dorje erhielt nach der Überlieferung die Lehren des Dzogchen vom Sambhogakaya-Buddha Vajrasattva, nachdem dieser durch den Dharmakaya-Buddha Samantabhadra dazu inspiriert wurde.

## Philosophische Debatte mit Manjusrimitra
Bereits im Alter von sieben Jahren soll Garab Dorje die buddhistischen Gelehrten des Königreiches mit seinem überragenden Wissen derart verblüfft haben, dass der große Mahayana-Gelehrte Manjusrimitra eigens von der Universität Nalanda in Indien nach Oddiyana reiste, um den Knaben in einer Debatte über buddhistische Philosophie zu schlagen. Manjusrimitra konnte in diesem Streitgespräch, in dem Garab Dorje die Vereinbarkeit mit und Überlegenheit des Dzogchen gegenüber den klassischen Mahayana-Lehren darlegte, keinen Ansatzpunkt finden, um Garab Dorjes Lehre zu widerlegen.

## Schüler von Garab Dorje
Manjusrimitra erkannte die besondere Bedeutung der von Garab Dorje dargelegten Lehre und ihm wurde bewusst, dass nur ein außergewöhnliches Wesen in der Lage sei, eine solche Lehre zu übertragen. Daraufhin bereute er, Garab Dorje herausgefordert zu haben, und bat den Jungen, sein Schüler werden zu dürfen. Garab Dorje legte ihm die Lehren des Dzogchen vollständig dar und beauftragte Manjusrimitra, eine Abhandlung über die Debatte anzufertigen. Auch wenn die Lebensdaten Garab Dorjes und Manjusrimitras unbekannt sind, lässt sich diese bis heute erhalten gebliebene Schrift, wenn man ihren Stil und die darin erwähnten philosophischen Sichtweisen zugrunde legt, ungefähr auf das 5./6. Jahrhundert n. Chr. datieren. Des Weiteren stellte Manjushrimitra alle Lehren, die Garab Dorje übermittelte, in einem dreiteiligen System (die drei Serien des Dzogchen: Semde, Longde und Manngagde) zusammen. Als Hauptschüler Garab Dorjes war es Manjusrimitra, der die von Garab Dorje initiierte Dzogchen-Übertragungslinie weiterführte und an Sri Singha übertrug.

## Dzogchen in Tibet
Diese Dzogchen-Übertragung wurde im 8. Jahrhundert von Padmasambhava, Vimalamitra und Vairocana, allesamt Schüler von Sri Singha, mit der Einführung des Buddhismus in Tibet etabliert. Aus dieser Zeit geht die Nyingma-Schule des tibetischen Buddhismus hervor, in der Dzogchen als höchste und bedeutendste tantrische Lehre gilt.

## Das Testament von Garab Dorje
Zum Zeitpunkt seines Todes soll Garab Dorje, nach der Überlieferung, das Resultat der Dzogchen-Praxis demonstriert haben, indem er seinen Körper auf wundersame Weise in seine energetischen Bestandteile (Licht) auflöste. Er hinterließ sein spirituelles Vermächtnis, in welchem er die Essenz seiner Lehre in drei kurzen Versen zusammenfasste. Diese Verse sind auch unter dem Titel Die drei Vajra-Verse bekannt.
- - Die direkte Einführung in den Urzustand […]
  - Der Schüler […] hat keinerlei Zweifel mehr darüber, was das ist.
  - Der Schüler bleibt in diesem Zustand[…]

(aus Namkhai Norbu, Dzogchen der Weg des Lichts, S. 43)